# الحرب الباردة (1953–1962)

1959 خريطة التحالفات العالمية:
الدول الأعضاء في حلف الناتو
حلفاء آخرون للولايات المتحدة
الدول المستعمرة
الدول الأعضاء في حلف وارسو
حلفاء آخرون للاتحاد السوفياتي
دول عدم الانحياز

شهدت الفترة الممتدة من عام 1953 حتى عام 1962 العديد من الأحداث الهامة في تاريخ الحرب الباردة، بدأت بوفاة الزعيم السوفييتي جوزيف ستالين عام 1953 إلى أزمة الصواريخ الكوبية 1962. حاول القادة الجدد الذين خلفوا ستالين محاربة الستالينية، وهو الأمر الذي تسبب باضطرابات كبيرة في الاتحاد السوفييتي وفي الدول الأعضاء في حلف وارسو. حدثت محاولات لتهدئة التوترات الدولية في هذه الفترة، كما حدث عند التوقيع على معاهدة توحيد النمسا، واتفاق جنيف عام 1954 التي أنهت القتال في الهند الصينية. ومع ذلك، استمر سباق التسلح مع تكاليفه الباهظة خلال هذه الفترة، وبدأ سباق الفضاء الذي كان أقل إثارة للقلق ولكن تكاليفه هائلة أيضًا، وفي هذه المرحلة أيضًا دخلت بعض الدول الأفريقية في الحرب الباردة مثل جمهورية الكونغو الديمقراطية التي انضمت إلى المعسكر السوفييتي.

## أيزنهاور وخروتشوف
خلف دوايت أيزنهاور هاري ترومان كرئيس للولايات المتحدة في عام 1953، وخسر الديمقراطيون بذلك هيمنتهم على رئاسة الولايات المتحدة التي استمرت لعقدين من الزمن. استمرت سياسة الولايات المتحدة كما هي دون تغيير في ما يتعلق بالحرب الباردة. رغم محاولات إعادة التفكير في السياسة الخارجية الأمريكية، سرعان ما اعتُبرت الأفكار المتعلقة بتحرير أوروبا الشرقية ومحاربة الشيوعية غير قابلة للتطبيق، وبقي التركيز الأساسي للسياسة الخارجية الأمريكية على احتواء الشيوعية السوفييتية.
في حين كان الانتقال من رئاسة ترومان إلى رئاسة أيزنهاور بعد الانتخابات سلسلًا وتدريجيًا (من المحافظ إلى المعتدل)، كان التغيير في الاتحاد السوفييتي كبيرًا. بعد وفاة جوزيف ستالين (الذي قاد الاتحاد السوفييتي من عام 1928 وخلال الحرب العالمية الثانية) في عام 1953، عُين جورجي مالينكوف زعيمًا للاتحاد السوفياتي، لكن هذا لم يدم طويلًا، إذ سرعان ما قوض نيكيتا خروتشوف سلطة مالينكوف كزعيم وسيطر على الاتحاد السوفييتي بالكامل. انضم مالينكوف إلى محاولة انقلاب فاشل ضد خروتشوف في عام 1957، ونُفي على إثر ذلك إلى كازاخستان.
عزز نيكيتا خروتشوف تدريجيًا قبضته على السلطة، وصدم المستمعين في خطاب ألقاه أمام الجلسة المغلقة لمؤتمر الحزب الشيوعي السوفييتي في 25 فبراير 1956، مُدينًا عبادة شخصية ستالين والعديد من الجرائم التي وقعت تحت قيادته. وعلى الرغم من أن الخطاب كان سريًا، فقد تسرب خارج المؤتمر، وقد صدمت هذه الأفكار الجديدة الأعداء والحلفاء على حدٍّ سواء. عُين خروتشوف لاحقًا كرئيس للاتحاد السوفييتي في عام 1958.
كان تأثير هذا الخطاب على السياسة السوفييتية هائلًا، إذ جرّد خروتشوف منافسيه الستالينيين الباقين من شرعيتهم بضربة واحدة، ما عزز بشكل كبير من قوة الأمين العام للحزب الشيوعي. عمل خروتشوف على تخفيف بعض القيود السياسية والاجتماعية، وبدء سياسات اقتصادية تشمل سلعًا تجارية متنوعة بدلًا من مجرد إنتاج الفحم والحديد.

## الاستراتيجية الأمريكية

### الأهداف المتناقضة
عندما تولى أيزنهاور منصبه في عام 1953 كان ملتزمًا بتحقيق هدفين متناقضين: الحفاظ على السياسية الأمريكية المتعلقة بمكافحة انتشار النفوذ السوفييتي، وتلبية مطالب الميزانية الأمريكية وتخفيض الضرائب والحد من التضخم. من أبرز العقائد الأمريكية التي تبلورت في تلك الفترة ما بات يعرف بـ«الانتقام الهائل»، الذي أعلنه وزير الخارجية جون فوستر دالس في أوائل عام 1954، ويتمحور حول تقليل القوات البرية التقليدية المُكلفة، والتركيز على التفوق النووي الأمريكي والذي يشمل ترسانة القنابل النووية والاستخبارات العسكرية السرية. عرّف دوليس هذا النهج بأنه حافة الهاوية في مقابلة صحفية له في 16 يناير 1956، بحيث يُدفع الاتحاد السوفييتي إلى حافة الحرب النووية من أجل دفعه لتقديم تنازلات.
ورث أيزنهاور من إدارة ترومان ميزانية عسكرية ضخمة تبلغ حوالي 42 مليار دولار أمريكي، بالإضافة إلى إنفاق عسكري إضافي يتراوح بين 7 و9 مليارات دولار، ولكن تحت ضغوط الكونغرس الجمهوري، بدأ بتقليص ميزانية الدفاع إلى 36 مليار دولار في عام 1953، خصوصًا أن الهدنة الكورية كانت على وشك تحقيق وفورات كبيرة في نشر القوات والتمويل. أراد وزير الخزانة همفري تحقيق ميزانية متوازنة وتخفيض الضرائب في فبراير 1955، وكان الهدف المعلن هو توفير 12 مليار دولار، بحيث يأتي نصف هذا التوفير من تخفيض النفقات العسكرية.
بالرغم من عدم استعداده التقليص الشديد لميزانية الدفاع، فقد سعى الرئيس كذلك إلى خلق ميزانية متوازنة ذات مخصصات دفاعية أقلّ. وقال لمجلس الوزراء: «ما لم نتمكن من تزويد الأناس الذين يتضورون جوعًا حتى الموت بما يحتاجونه، فلن نتمكن من هزيمة الشيوعية أبدًا». وانطلاقًا من هذا التصوّر، واصل أيزنهاور تمويل مبادرات الدبلوماسية الثقافية الأمريكية المبتكرة في كافة أرجاء أوروبا، والتي شملت حفلات النوايا الحسنة التي أدّاها «السفراء العسكريين-الموسيقيين» لأوركسترا السيمفونية السابعة التابعة للجيش. بالإضافة إلى ما تقدّم، خشي أيزنهاور من أن تضخّم «المجمع الصناعي العسكري» (وهو المصطلح الذي أسهَم في ترويجه) «قد يدفع بالولايات المتحدة إمّا إلى الحرب - أو إلى شكل من أشكال الحكومة الديكتاتورية»، وقد يُجبر الولايات المتحدة على «شنّ الحرب في أكثر اللحظات ملاءمة». وفي إحدى المناسبات، صرّح القائد السابق لأكبر قوة غزو برمائي في التاريخ سرًا، «فليكن الربّ في عون الأمة التي لا يعرف رئيسها القدر الكافي عن شؤون الجيش كما يعرف أمثالي».
في الوقت ذاته، صُرِف الانتباه تلقاء مكان آخر في آسيا. مثّل الضغط المتواصل من طرف «لوبي الصين» أو «مؤيّدي آسيا»، الذين أصروا على بذل جهود فعالة لاستعادة شيانج كاي شيك إلى السلطة، مثّل تأثيرًا محليًا قويًا على السياسة الخارجية. في أبريل 1953، دعا السناتور روبرت تافت وغيره من متنفّذي الجمهوريين في الكونغرس فجأة إلى الاستبدال الفوري لكبار مسؤولي البنتاغون، وخصوصًا رئيس هيئة الأركان المشتركة، عمر برادلي. بالنسبة لما عُرِف باسم «لوبي الصين» وتافت، اعتُبر برادلي ميّالًا نحو التوجه الذي يضع أوروبا أولًا، مما يعني أنه يشكّل حاجزًا محتملًا أمام تبنّي سياساتٍ عسكرية جديدة كانوا يميلون إليها. ومن العوامل الأخرى يُذكر الاتهامات القاسية بالمكارثية، إذ زُعم أن شرائح واسعة في الحكومة الأمريكية ضمّت عملاء شيوعيين سريين أو متعاطفين معها. إنما بعد الانتخابات النصفية في العام 1954 –والإدانة العنيفة التي أطلقها مجلس الشيوخ– تراجع تأثير جوزيف مكارثي بعد اتهاماته غير المقبولة شعبيًا ضد الجيش.

### إستراتيجية إدارة أيزنهاور
حاولت إدارة أيزنهاور التوفيق بين الضغوط العسكرية في آسيا وضغوط خفض الإنفاق الفيدرالي مع الاستمرار في جهود الحرب الباردة بشكل فعال. ناقش الرئيس وكبار مستشاريه وضباط الجيش في 8 مايو 1953 كيفية تحقيق توازن مناسب بين أهدافه لخفض الإنفاق الحكومي والموقف العسكري العالمي، وقرر المجتمعون في سبيل ذلك الاعتماد على الردع النووي وتجنب الحروب البرية التقليدية المكلفة وغير الشعبية مثل الحرب الكورية.
نظرت إدارة أيزنهاور إلى الأسلحة النووية كجزء لا يتجزأ من الدفاع الأمريكي، وزادت الإدارة عدد الرؤوس الحربية النووية من 1000 رأس في عام 1953 إلى 18000 رأس بحلول أوائل عام 1961. وعلى الرغم من التفوق الأمريكي الساحق، كانت أمريكا تصنع قنبلة نووية كل يوم. في عام 1955، طورت الولايات المتحدة بي-52 ستراتوفورتريس، وهي أول قاذفة نفاثة حقيقية مصممة لحمل أسلحة نووية.
في عام 1961، نشرت الولايات المتحدة خمسة عشر صاروخًا باليستيًا من طراز جوبيتر متوسط المدى في مدينة أزمير بتركيا. كانت هذه الصواريخ تستهدف مدن غرب الاتحاد السوفييتي بما في ذلك العاصمة موسكو. ونظرًا لمداها البالغ 1,500 ميل (2,410 كم)، كانت موسكو على بعد 16 دقيقة فقط. هذا بالإضافة إلى صواريخ بولاريس التي يصل مداها إلى 1,000 ميل (1,600 كم) والموجودة على الغواصات النووية الأمريكية.
بحلول عام 1962، كان الولايات المتحدة تمتلك أكثر من ثمانية أضعاف عدد القنابل النووية والرؤوس الحربية التي يملكها الاتحاد السوفييتي. فقد امتلكت الولايات المتحدة 27,297 قنبلة ورأس صاروخي مقابل امتلاك السوفييت لـ3,332 قنبلة ورأس.
خلال أزمة الصواريخ الكوبية، كان لدى الولايات المتحدة 142 صاروخ أطلس و62 صاروخ تيتان، وهي صواريخ عابرة للقارات توضع في صوامع تحت الأرض.

## نهاية الحرب الكورية
كان دوايت أيزنهاور قبل انتخابه عام 1953 مستاءً من الطريقة التي يتعامل بها هاري ترومان مع الحرب في كوريا. حصلت الولايات المتحدة على قرار من الأمم المتحدة بالاشتراك في قوات الدفاع العسكري نيابة عن كوريا الجنوبية التي غزتها كوريا الشمالية في محاولة لتوحيد كوريا بالكامل تحت حكم نظام كوريا الشمالية الشيوعي. سرعان ما عكست مشاركة الولايات المتحدة مسار الحرب وتقدم الجيش الأمريكي وحلفائه ضمن أراضي كوريا الشمالية لدرجة أن قوات كوريا الشمالية تراجعت إلى حدود الصين، ما أدى إلى اشتراك مئات الآلاف من القوات الصينية الشيوعية في الهجوم على القوات الأمريكية والكورية الجنوبية. تعهد أيزنهاور بإنهاء الحرب في حال انتخابه، وسافر إلى كوريا بنفسه للوقوف على حقيقة الوضع، ووقعت الهدنة في 27 يوليو 1953، وقُسمت كوريا إلى كوريا الجنوبية وكوريا الشمالية. منعت هذه الحرب من انتشار الشيوعية إلى كوريا الجنوبية، وأظهرت الولايات المتحدة للعالم أنها ستقف بكل قوة في وجه الشيوعية.

## أحداث الكتلة الشرقية

### انتفاضة ألمانيا الشرقية
نتيجة هرب أعداد كبيرة من الألمان الشرقيين غربًا عبر الثغرة الوحيدة المتبقية في حدود قطاع برلين، ازداد سخط سكان ألمانيا الشرقية أيضًا بعد مشاهدتهم للنجاحات الاقتصادية في ألمانيا الغربية، ما أثار مظاهرات وإضرابات ضخمة في برلين الشرقية شارك فيها ما يقرب من مليون ألماني. أعلنت حكومة ألمانيا الشرقية عن حالة الطوارئ، وتدخل الجيش الأحمر السوفييتي لقمع الاحتجاجات.

### إنشاء حلف وارسو
أُنشئ حلف وارسو في عام 1955 كرد فعل على ضم حلف الناتو لألمانيا الغربية، بالإضافة إلى أن السوفييت كانوا بحاجة إلى عذر للاحتفاظ بوحدات الجيش الأحمر في المجر التي يحتمل أن تحدث فيها اضطرابات. بقيت أوروبا مصدر قلق رئيسي للجانبين طوال فترة الحرب الباردة، وبحلول نهاية الخمسينيات، أصبح الوضع متجمدًا، وتركزت قوات كبيرة في أوروبا، وكان أي حادث يمكن أن يؤدي إلى حرب شاملة، وهكذا عمل كلا الجانبين على الحفاظ على الوضع الراهن، واحتفظ كل من حلف وارسو وحلف الناتو بجيوش كبيرة وأسلحة حديثة لهزيمة التحالف العسكري الآخر في حال اندلاع الحرب في أوروبا.

### احتجاجات بولندا عام 1956
خفف النظام الشيوعي في بولندا بعض سياساته بعد وفاة الزعيم السوفييتي جوزيف ستالين، وأدى ذلك إلى رغبة الجمهور البولندي في إجراء المزيد من الإصلاحات الجذرية من هذا النوع، على الرغم من أن غالبية المسؤولين البولنديين لم يشاركوا في هذه الرغبة وكانوا مترددين في الإصلاح. تسبب هذا في نفاد صبر العمال الصناعيين الذين بدؤوا الإضراب، واندلعت مظاهرات حاشدة. قاد فواديسواف غوموكا الاحتجاجات كزعيم جديد للحزب الشيوعي البولندي.
بدأت المظاهرات التي نظمها العمال للمطالبة بتحسين ظروفهم في 28 يونيو 1956 في مصانع سيجيلسكي بوزنان، وقوبلوا بالقمع العنيف بعد أن أمر الضابط السوفييتي قنسطنطين روكوسوفسكي الجيش بقمع الانتفاضة، وصدرت الأوامر إلى 400 دبابة و10000 جندي من الجيش البولندي بقيادة الجنرال ستانيسلاف بوبلافسكي بقمع المظاهرات. سُجل سقوط نحو 57 قتيلًا بالإضافة إلى مئات الإصابات.